# 駅戸
駅戸（えきこ）とは、律令制において駅務に服する義務を負った特定の農民の戸。

## 概要
駅戸は駅田を耕作し、駅馬を飼育（ただし、実際には九等戸のうちの5番目の中中戸以上の駅戸が担当）し、駅務にあたる駅子を出す義務を負い、駅戸の中でも特に富裕かつ経験豊富なものは駅長に任ぜられる。馬1疋あたり数戸の駅戸が置かれたとみられ、特に東海道・東山道・山陽道などの大きな官道の沿線では「駅家郷」の地名がみられる（『和名類聚抄』）ことから、郷（＝50戸）丸ごとが駅戸であった場合もあったとみられている。
駅子は徭役を、駅長は課役を免除され、特に山沿いなどの通行が困難な地域では駅子でも課役を免除される事例もあったが口分田とは別に駅家の運営費用に充てる駅田の耕作やその獲稲である駅稲による出挙の強制的な貸付（利率5割）、駅馬の飼育、駅子の服装である蓑笠の用意、また不注意による駅馬や馬具の喪失による弁償など負担は小さくなく、特に交通量の多い官道や山道ではその負担は大きなものがあった。特に時代が下るにつれて官人が駅鈴の定め以上の馬の提供を強要したり、目的外の使用も増加したりした。こうした負担に耐え切れなくなった駅戸が負担を拒絶して逃亡の一因にもなった。